# Alastair Redfern

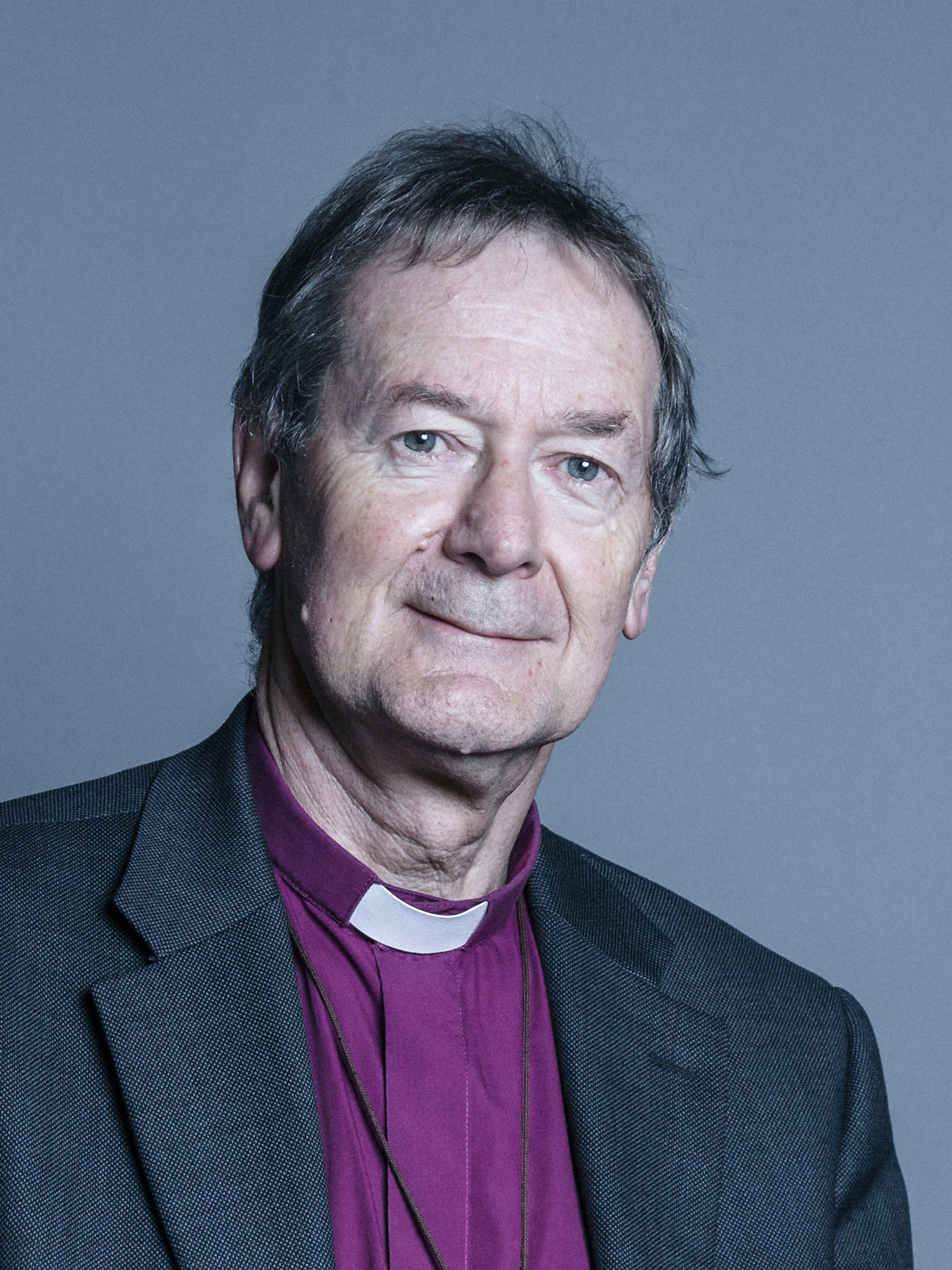
Alastair Redfern

Alastair Llewellyn John Redfern (* 1. September 1948) ist ein britischer anglikanischer Theologe. Er war von 2005 bis zu seinem Ruhestand 2018 Bischof von Derby in der Church of England.

## Leben
Redfern besuchte die Bicester School in Bicester, Oxfordshire, das Christ Church College der Universität Oxford und die London Law School. Redfern studierte zunächst Rechtswissenschaften mit dem Berufsziel Solicitor, wechselte jedoch später das Studienfach. Er studierte dann Theologie am Westcott House College in Cambridge und am Queen’s College in Birmingham. Er schloss mit einem Master of Arts (MA) und einem Doktortitel als PhD im Fach Philosophie ab.
1976 wurde er zum Diakon geweiht. 1977 folgte die Weihe zum Priester. Von 1976 bis 1979 war er Vikar (Assistant Curate) im Stadtteil Tettenhall Regis in Wolverhampton in der Diözese von Lichfield. Von 1979 bis 1987 war er Lektor und Dozent für Kirchengeschichte am Ripon College in Cuddesdon, in der Nähe von Oxford. Später wurde er dort Vice Principal. Während dieser Zeit war er von 1983 bis 1987 gleichzeitig Vikar an der All Saints Church in Cuddesdon. Von 1987 bis 1997 war er Residenzkanoniker (Residentiary Canon) an der Bristol Cathedral in Bristol. Außerdem lehrte er Kirchengeschichte an der Bristol University. Von 1991 bis 1997 war er als dortiger Diözesandirektor für die Priesterausbildung in der Diözese zuständig. Ab 1997 war er Suffraganbischof von Grantham, ab 1998 bis 2005 gleichzeitig Dekan von Stamford. Ab 2000 war er Kanoniker und Präbendar an der Lincoln Cathedral. 2005 wurde er als Nachfolger von Jonathan Sansbury Bailey zum Bischof von Derby ernannt. Am 12. November 2005 wurde er mit einem feierlichen Gottesdienst in der Kathedrale von Derby (Cathedral of All Saints) in sein Amt eingeführt.
Redfern gilt als anerkannter Theologe und Kirchenhistoriker. Er verfasste mehrere Bücher, wissenschaftliche Aufsätze, Zeitschriften- und Radiobeiträge zu verschiedenen Themen des christlichen Glaubens. Zu seinen Veröffentlichungen gehören unter anderem die Bücher Ministry and Priesthood (1999), Being Anglican (2000) und Growing the Kingdom (2009).
Die Schwerpunkte seiner seelsorgerischen Kirchenarbeit lagen in der Betreuung von Obdachlosen und in seinem ehrenamtlichen Engagement für Oxfam und Christian Aid. Redfern setzte sich auch für die Stadterneuerung zahlreicher Gemeinden in Lincolnshire ein und schrieb Beiträge für lokale Rundfunksender.
Anlässlich der Europawahl 2009 und der britischen Regionalwahlen gehörte Redfern 2009 gemeinsam mit George Henry Cassidy, dem Bischof von Southwell und Nottingham, mit Anthony Porter, dem Bischof von Sherwood, und Humphrey Ivo John Southern, dem Bischof von Repton zu den Unterzeichnern einer Erklärung, die die Wahlziele der British National Party, als „mit der christlichen Glaubenslehre und dem Beispiel Jesu Christi unvereinbar“ ansah.
Mit dem 31. August 2018 trat Redfern seinen Ruhestand an. Nachfolgerin als Bischöfin von Derby wurde Libby Lane.

## Mitgliedschaft im House of Lords
Redfern gehörte von 2010 bis 2018 als Geistlicher Lord dem House of Lords an. Er wurde im House of Lords Nachfolger von Anthony Russell, dem Bischof von Ely. Auch in diesem Amt wurde Libby Lane seine Nachfolgerin.

## Privates
Redfern ist in zweiter Ehe mit Caroline Redfern verheiratet. Seine erste Frau Jane starb 2004. Er ist Vater von zwei Töchtern aus seiner ersten Ehe.